# 千秋万歳

萬歳の源流、扇をもち舞い、鼓で拍子をとる。

千秋万歳（せんずまんざい）は、中世（12世紀 - 16世紀）期に存在した日本の民俗芸能、大道芸、門付芸の一種であり、およびそれを行う者である。「せんじゅまんざい」「せんしゅうまんざい」とも読み、千寿万歳（せんずまんざい）とも表記する。行う芸能者を千秋万歳法師（せんずまんざいほうし）とも呼ぶ。新春の季語・1月の季語である。
もともとは「せんしゅうばんぜい」と読み、「千年万年」つまり「永遠」を意味し、転じて長寿を祝う語であった。これを語源とした予祝芸能となったものについて、本項で詳述する。

## 略歴・概要
現代にも続く踏歌節会の踏歌が源流である、とする説がある。平安時代末期に勃興し、中世に大いに流行した。2人1組で行う芸で、扇を持って舞う者と鼓で拍子をとる者がいた。
11世紀半ば、1052年（永承7年）前後に成立したとされる『新猿楽記』で、藤原明衡が「千秋万歳之酒禱」（せんずまんざいのさかほがい）と記したのが、最古の記録という。鎌倉時代（12世紀 - 14世紀）には、藤原定家の日記『明月記』（1180年 - 1235年）、広橋兼仲の日記『勘仲記』（1268年 - 1300年）にも「千秋万歳」についての記述がみられるという。1275年（建治元年）に完成した辞書『名語記』による定義では、散所法師（さんじょほうし）が新春の初子の日（最初の子の日）に家々を訪ねて門付し、金品を得る芸であるとする。
室町時代（14世紀 - 16世紀）には、寺に属しあるいは没落して民間に流れた職業芸人である「声聞師」（しょうもじ）が、新春の予祝芸能としの門付を行っていた。15世紀末の1494年（明応3年）に編纂された『三十二番職人歌合』には、「絵解」（えとき）とともに「千秋万歳法師」として紹介されている。この時代には、「声聞師」が旧暦正月五日に禁裏（御所）、旧暦正月七日には公方を訪れ、「千秋万歳」を演じ「曲舞」を舞った。
戦国時代（16世紀）の宮廷では、陰陽道による正月の儀式は陰陽頭が行ったが、正月四日・五日には「千秋万歳の儀」があり、これを民間の芸能者である「声聞師」が行った。グレゴリオ暦1570年2月8日にあたる元亀元年正月四日には、正親町天皇（第106代天皇）が、「声聞師」の行った「千秋万歳」と「大黒舞」を観覧した記録が残っている。

16世紀末に発祥する三河萬歳の源流となった。